# Encore: Live in Concert
Albums de Argent
Nexus
(1974) Circus
(1975)
Encore: Live in Concert est un double album live du groupe Argent sorti en 1974.

## Fiche technique

### Chansons
| 1. | The Coming of Kohoutek  | Rod Argent, Chris White | 10:34 |
| 2. | It's Only Money, Part 1 | Russ Ballard (en)       | 3:51  |
| 3. | It's Only Money, Part 2 | Russ Ballard            | 5:04  |

| 4. | God Gave Rock and Roll to You (en) | Russ Ballard            | 7:03 |
| 5. | Thunder and Lightning              | Russ Ballard            | 6:21 |
| 6. | Music from the Spheres             | Rod Argent, Chris White | 9:15 |

| 7. | I Don't Believe in Miracles | Russ Ballard            | 3:27 |
| 8. | I Am the Dance of Ages      | Rod Argent, Chris White | 9:28 |
| 9. | Keep on Rollin'             | Rod Argent, Chris White | 5:19 |

| 10. | Hold Your Head Up (en) | Rod Argent, Chris White | 11:16 |
| 11. | Time of the Season     | Rod Argent              | 6:38  |

### Musiciens
- Rod Argent : claviers, chant
- Russ Ballard (en) : guitare, chant
- Jim Rodford : basse, chœurs
- Bob Henrit : batterie, percussions

### Équipe de production
- Rod Argent, Chris White : producteurs
- Don Broughton, Phil McDonald : ingénieur du son
- Brian Pickering : assistant ingénieur du son
- Peter Bown : remixage
- Mark Vigars : assistant remixage
- The House of Wizzard : pochette
- Beresford Casey : direction artistique
- David Myers : design